# Syngnathus auliscus
Syngnathus auliscus — вид морських іглиць, що мешкає в східній Пацифіці від південної Каліфорнії, США, до північного Перу. Морська / солонуватоводна субтропічна демерсальна риба, сягає 18,0 см довжиною.